# Merostachys petiolata
Merostachys petiolata är en gräsart som beskrevs av Johann es Christoph Christian Döll. Merostachys petiolata ingår i släktet Merostachys och familjen gräs. Inga underarter finns listade i Catalogue of Life.